# 楊宗仁 (清朝)

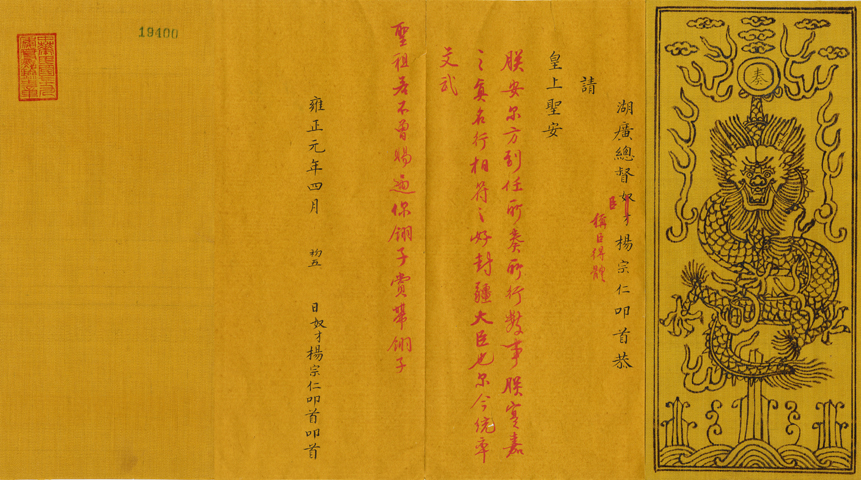
雍正帝硃批的楊宗仁請安摺

楊宗仁（1661年—1725年），字天爵，漢軍正白旗人。監生出身，清朝政治人物，官至湖廣總督，授世袭骑都尉。

## 生平
康熙三十五年（1696年），楊宗仁授職湖廣慈利知縣。當時苗酋肆虐，苗民走入縣境，苗酋求交出他們，楊宗仁不與。上官檄下而苗民給與苗酋，楊宗仁堅持不可才停止。其後調任藍山。八排苗為亂，巡撫趙申喬遣兵討伐，其將領不體恤士兵，士兵即將嘩變，楊宗仁單騎撫定士兵。被推薦為異常超卓，四次遷升後為甘肅西寧道。康熙五十三年（1714年），授職浙江按察使，其後遭逢父親喪事而歸去。康熙五十七年（1718年），再次起任廣西按察使，署任巡撫。旋被擢升為廣東巡撫（时两广总督、正黄旗汉军楊琳 (清朝)）。康熙帝以各直省錢糧多有虧空，下諭都督巡撫清理。楊宗仁上疏言：「廣東虧空現正嚴飭追完。至防杜將來，惟有督撫、司道、府廳交相砥礪，勿藉事勒索。州縣正雜錢糧，當責知府不時察覈，毋許虧缺。倘敢徇縱，本官治罪，上司從重議處，庶上下皆知儆惕。地方有不得已事，當以督撫 等所得公項抵補。不敷，則濟以公捐，必不使課帑虛懸。」康熙帝下令部門商議，如其所請求。
康熙六十一年（1722年），雍正帝即位，楊宗仁授職湖廣總督。雍正元年（1723年），丁遭逢母親喪事，朝廷下命楊宗仁在任守制。楊宗仁上疏希望停發本身封廕，為父母請求諭祭，朝廷准許，但是仍給封廕。尋賜孔雀翎。楊宗仁上疏言： 「湖廣舊習，文武大吏收受所屬規禮，致州縣橫徵私派，將弁虛兵冒餉，兵民挾比逞私，不敢過問。臣今概行禁革，庶驕兵玩吏錮習潛消。各官貪得鹽規，鹽價增長，民間嗟怨，總督鹽規漸次加至四萬。臣亦行禁革，令商平價以惠窮民。」雍正帝深深嘉許。楊宗仁又上疏言：「官有俸，役有工，朝制也。湖廣州縣以上，俸工報捐已十餘年，官役枵腹，安能禁其不擾民？請自雍正元年起，俸工如額編支。從前有公事，令州縣分捐，實皆轉派於民。令州縣於加一耗羨內，節省二分，交藩庫充用，此外絲毫不得派捐。」雍正帝下諭曰：「所言皆是。勉之！」尋舉薦廣東南海知縣宋瑋擢為湖南寶慶知府，廣州左衞守備范宗堯改任湖北漢陽知縣，雍正帝答允他的舉薦，命後勿再仿照實行。
楊宗仁作病，請以其子榆林道楊文乾侍候，雍正帝加楊文乾按察使銜，命他馳驛速往，並派遣御醫診視。楊宗仁雖然重病仍然親力視事，飭諸州縣編保甲，立社倉，罷荊州關私設口岸百五十處。雍正三年（1725年），加太子少傅。五年，予拜他喇布勒哈番（骑都尉）世職（载《钦定八旗通志：正白旗汉军世职》卷304）。其後病卒，贈少保，賜祭葬，諡號清端，入贤良祠（位于京城内白马闗帝庙之旁）。《钦定八旗通志：大臣传六十五》卷199、《清史稿：列傳第七十九》卷292有传。  
楊宗仁為人砥節矢公，始終一節，雍正帝為他製像贊揚，謂「廉潔如冰，耿介如石」。嘗言：「士當審其所當為，嚴其所不可為。」其駕馭下屬門吏寬平忠厚，務必安上全下，使各人稱職而止。

## 家庭
- 父楊朝正，	原隶汉军镶白旗，侍卫、山东东昌府知府，祀本府名宦祠（载《钦定八旗通志：循吏传三》卷238）。
- 妻陈氏。
- 胞弟杨宗义，康熙五十七年至雍正元年任河南巡抚。其：
  - 子一楊文魁，孙女楊佳氏嫁宗室弘暹（父誠隱親王胤祉即康熙帝第三子）；后代女杨氏，嫁内务府正白旗汉军、道光壬午进士陈氏繼志（父乾隆三十一年（1766年）丙戌科进士福保 (乾隆进士)）。
  - 子二都统楊文坤，妻高氏（父镶黄旗汉军、康熙甲戌科進士文良公高其倬，母正黄旗满洲、进士词人纳兰性德之长女那拉氏）。
- 子廣東巡撫楊文乾。楊應瑤，淮安府知府；妻高氏（父镶黄旗汉军高其倫，祖父安徽与广东巡抚高承爵）。
- 孙儿兵部尚書、雲貴總督楊應琚（父楊文乾）。
- 曾孙楊重英，江蘇按察使。其女楊瓊華（清朝），著有《綠窗吟草》，夫內務府正白旗漢軍、乾隆戊子科舉人姚明新（胞姊姚素玉，著有《杏雨楼诗稿》，嫁镶黄旗满洲、浙江處州鎮總兵高益，其父总兵高钰 (清朝)）。
- 曾孙杨重谷，袭骑都尉，宝庆府知府。杨重光，袭骑都尉。